# Bubble Act
Bubble Act 1720 (6 Geo I, c 18) var en brittisk lag som antogs av Storbritanniens parlament den 9 juni 1720 och som förbjöd alla aktiebolag som inte var auktoriserade genom ett kungligt brev, royal charter. Lagen var också känd som Royal Exchange and London Assurance Corporation Act 1719. 